# Adolphe Niel
Adolphe Niel (ur. 4 października 1802 w Muret, Haute-Garonne, zm. 14 sierpnia 1869 w Paryżu) – francuski wojskowy i polityk, marszałek Francji.
W latach 1821–1827 kształcił się na École polytechnique w Paryżu. Od 20 stycznia 1867 do 13 sierpnia 1869 piastował urząd ministra wojny Francji.

## Odznaczenia
- Krzyż Wielki Legii Honorowej